# Наименьшая лестничная мышца
Наименьшая лестничная мышца (лат. Musculus scalenus minimus) — непостоянная. Располагается внутри от передней лестничной мышцы. Начинается от поперечного отростка III шейного позвонка и прикрепляется на внутреннем крае I ребра впереди бугорка передней лестничной мышцы (лат. tuberculum musculi scaleni anterioris) I ребра и к куполу плевры.

## Функция
При укреплённом позвоночном столбе тянет кверху I ребро и купол плевры.